# قره‌قول
قراقول (به قرقیزی:‌ Каракол، قاراقول) (به روسی: Каракол) شهری در استان ایسیق‌کول، و پایتخت این استان در کشور قرقیزستان است. در سرشماری سال ۲۰۰۵ میلادی، ۶۵٬۹۷۵ نفر جمعیت داشته است.
در زبان قرقیزی، نام قراقول به معنی دست سیاه می‌باشد.